# 129962 Williamverts
129962 Williamverts este o planetă minoră (asteroid) din centura de asteroizi. A fost descoperită pe 1 octombrie 1999 la Catalina Station⁠(d) de Catalina Sky Survey. 
Obiectul prezintă o orbită caracterizată de o semiaxă mare de 2,415459900935 UAi, o excentricitate de 0,16, o înclinație de 5,7 ° în raport cu ecliptica.